# 菲希特瑙
菲希特瑙是德国巴登-符腾堡州的一个市镇。总面积31.28平方公里，总人口4505人，其中男性2269人，女性2236人（2011年12月31日），人口密度144人/平方公里。